# Licia Verde
Licia Verde (Veneza, 14 de outubro de 1971) é uma cosmologista e física teórica italiana, galardoada com o prémio Gruber de Cosmologia.

## Percurso
Actualmente no Catalan Institution for Research and Advanced Studies (ICREA]) e professora de física e astronomia na Universidade de Barcelona.  Seus interesses de pesquisa incluem matéria escura, inflação cósmica e radiação cósmica de fundo em micro-ondas.
Recebeu a laurea em 1996 na Universidade de Pádua e um PhD em 2000 na Universidade de Edimburgo. Fez um pós-doutorado na Universidade de Princeton e juntou-se à faculdade da Universidade da Pensilvânia em 2003. A partir de setembro de 2007 é professora na Universidade de Barcelona. Foi professora da Universidade de Oslo em 2013-2016. Foi editora do Physics of the Dark Universe Journal  sendo atualmente editora do Journal of Cosmology and Astroparticle Physics.
Apareceu recentemente no filme Las leyes de la termodinámica.

## Prêmios e reconhecimentos
- 2012 - Prêmio Gruber de Cosmologia [6]
- 2018 - Fundamental Physics Prize, na categoria de Avanço em Física Fundamental, como integrante da equipe WMAP [7]
- 2021 - Premio Jaume I de Investigación Básica, pelo seu trabalho de investigação em Astrofísica Teórica, na qual aborda questões como a evolução do universo, a sua origem ecomposição [8]